# تانيشا كراستو
تانيشا كراستو (ولدت في 5 مايو 2003) هي لاعب كرة ريشة بحرينية. في عام 2016 فازت بالحدث الزوجي للسيدات في تحدي البحرين الدولي بالشراكة مع أبريلساسي بوتري ليجارسار فاريلا. في عام 2017 دخلت التاريخ بالفوز ببطولة النادي الهندي الإمارات المفتوحة في بطولة فردي السيدات بعد فوزها على الإيرانية نيغين أميريبور عندما كانت في الرابعة عشرة من عمرها. كما أنها جزء من نادي برايم ستار الفائز ببطولة نادي دبي تايم لكرة الريشة.

## الإنجازات

### البطولات
زوجي سيدات
| العام | البطولة              | الزميلة                        | الخصمتان           | التسجيل      | النتيجة |
| ----- | -------------------- | ------------------------------ | ------------------ | ------------ | ------- |
| 2016  | تحدي البحرين الدولية | أبريساسي بوتري ليجارسار فاريلا | فرحة ماثر أشنا روي | 21-12, 21-18 | الفائزة |

  بطولات تحدي دولية
  بطولات دوري دولية
  بطولات دوري مستقبلية

## روابط خارجية
- تانيشا كراستو على موقع BWF.tournamentsoftware.com (الإنجليزية)
- تانيشا كراستو على موقع BWFbadminton.com (الإنجليزية)
- تانيشا كراستو على موقع اللجنة الأولمبية الدولية (الإنجليزية)